# AZS Uniwersytet Warszawski (piłka siatkowa)
AZS UW Warszawa – męski zespół piłki siatkowej AZS UW. W sezonie 2008/2009 pod kierunkiem Edwarda Skorka awansował do II ligi. Sekcja siatkarska bierze również udział w akademickich turniejach.

## Historia

### Sukces w rozgrywkach III ligi
W 2005 roku AZS UW zajął 1. miejsce w III lidze. Cztery lata później powtórzył ten sukces, a także uzyskał prawo gry w II lidze po rozrywkach barażowych. W finałach, dających mu awans, stracił zaledwie dwa sety w sześciu rozegranych spotkaniach. Awans wywalczyła drużyna w składzie: Jarosław Bączek, Łukasz Michalak, Adam Pempiak, Adam Falkowski, Jakub Pietrasik, Igor Deryło, pod dowództwem trenera Edwarda Skorka.

### 2009/10: Debiut w II lidze
W wyższej klasie warszawianie zadebiutowali wygranym meczem derbowym wygranym z AS Białołęka 3:1 (22:25, 25:16, 25:15, 25:16). Do 5. kolejki pozostali niepokonani. Po trzeciej wygranej po tie-breaku z Ósemką Siedlce objęli pozycję lidera, którą zdołali utrzymać do 6. serii spotkań. Ich zwycięską passę przerwali Czarni Radom. W klasyfikacji I rundy fazy zasadniczej AZS UW ulokował się na 5. miejscu.